# کاکاویا (سوپ)
کاکاویا (یونانی: κακαβιά) (به انگلیسی: Kakavia) یک سوپ ماهی یونانی است.
این نام برگرفته از واژه کاکاوی (kakavi) است که نام سه‌پایه دیگ پخت و پز بود که توسط ماهیگیران ایونی در دوران باستان مورد استفاده قرار می‌گرفت. کاکاویا به عنوان «کهن‌ترین سوپ ماهی یونانی» توصیف گردیده‌است و از لحاظ اصل و نسب به بویلابیس فرانسوی مرتبط می‌شود. این غذا همچون خورش با انعطاف‌پذیری در مواد غذایی همراه بوده و با انواع ماهی قابل درست کردن است که به ماهی‌های صید شده در دهکده ماهیگیری مربوط می‌گردد.
از دیرباز این غذا با کوچک‌ترین ماهی صید شده توسط ماهیگیران تهیه می‌گردید که با روغن زیتون، پیاز و زعفران همراه بود.